# Palorchestidae
De Palorchestidae zijn een familie van uitgestorven buideldieren, die leefde van het Mioceen tot het Pleistoceen.
Deze buideldieren leken, afgezien van de manier waarop de jongen ter wereld kwamen, in veel aspecten op de placentale luiaards.